# وانگاراتا
وانگاراتا (به انگلیسی: Wangaratta) یک منطقهٔ مسکونی در استرالیا است که در ویکتوریا (استرالیا) واقع شده‌است.